# Kościół Chrystusa Króla Jedynego Zbawiciela Świata w Sandomierzu
Kościół Chrystusa Króla Jedynego Zbawiciela Świata w Sandomierzu – rzymskokatolicki kościół parafialny należący do parafii pod tym samym wezwaniem (dekanat Sandomierz diecezji sandomierskiej).
Jest to świątynia wzniesiona w latach 1998-2017. Pierwszym budowniczym kościoła był ksiądz Wiesław Wilmański SAC. Kolejni proboszczowie kontynuowali prace związane z wykończeniem wnętrza. Ostatnie prace dekoracyjne zostały przeprowadzone przez księdza Artura Manelskiego SAC. Uroczyście świątynia została poświęcona przez biskupa Krzysztofa Nitkiewicza w dniu 28 maja 2017 roku. Architektura kościoła przypomina formę rzeźbiarską, ale można już ją zaliczyć ją do stylu postmodernistycznego. Świątynię cechuje architektura w stylu skandynawskim, charakterystyczny jest dominujący dach o przekroju trójkątnym, trochę węższy i niższy na przedzie i w części prezbiterium, którego wykrzywiona kalenica zbliżona jest kształtem do odwróconej łodzi. Na spadzie dachu jest wymalowany krzyż, przypominający odbiorcom o niewidocznym na pierwszy rzut oka sakralnym charakterze budowli. Ryzalit ściany frontowej, znajdujący się ponad przeszklonym wejściem, rozcina wąska linia okna w formie krzyża. Małe, poprzeczne okienka są umieszczone również na zakrzywionych ścianach, nadających nawie formę łodzi. We wnętrzu widać, że dach, będący większą częścią bryły świątyni, jest podparty dźwigarami z drewna klejonego, stylizowanymi na kolumny i ostre łuki w stylu gotyckim lub też na konstrukcję statku. Nawiązuje do nich zewnętrzny krzyż, wyrastający między krzywiznami dekoracyjnych murków. Na ścianie ołtarzowej tabernakulum, wśród fresków o barwie zachodzącego słońca, namalowany jest umęczony Chrystus w półpostaci, przedstawiony podczas sceny Ecce Homo.